# Albert-Leo Bundervoet
Albert-Leo Bundervoet MSC (* 7. September 1917 in Evergem; † 16. August 1989) war ein belgischer römisch-katholischer Ordensgeistlicher und Erzbischof von Rabaul in Papua-Neuguinea.

## Leben
Albert-Leo Bundervoet trat der Ordensgemeinschaft der Herz-Jesu-Missionare bei und empfing am 9. August 1942 das Sakrament der Priesterweihe.
Am 6. März 1980 ernannte ihn Papst Johannes Paul II. zum Erzbischof von Rabaul. Der Bischof von Gent, Léonce Albert Van Peteghem, spendete ihm am 11. Mai desselben Jahres in der Kirche St. Christophe in Evergem die Bischofsweihe; Mitkonsekratoren waren der emeritierte Bischof von Kaolack, Théophile Albert Cadoux MSC, und der Bischof von Manado, Theodorus Hubertus Moors MSC.